# Ян Гура
Ян Гура (пол. Jan Góra; 8 лютого 1948, Прудник, Польща — 21 грудня 2015, Познань, Польща) — католицький священик, член чернечого ордену домініканців, ініціатор Всепольської зустрічі молоді.

## Життєпис
У 1966 році вступив до ордену домініканців. З 1967 по 1974 роки навчався в Філософсько-теологічному колегіумі домініканців в Кракові. з 1977 по 1987 був духовним батьком середніх шкіл в місті Познань. C 1987 року служив в церкві Пресвятої Діви Марії Цариці Розарію в Познані.
Займався духовною діяльністю серед польської молоді, організовуючи щорічні зустрічі єпархіальної молоді в селі Херманіце біля міста Устронь. У 1991 році брав участь в VI Всесвітньому дні молоді на Ясній Гурі. Взимку 1992 організував в старій школі села Ямна недалеко від Тарнув Будинок святого Яцека, який став духовним і туристичним центром Познанського університету імені Адама Міцкевича. Цей будинок з часом був перебудований в Санктуарій Пресвятої Діви Марії Твердою Надії.
У 1997 році вперше організував в селі Імёлкі Всепольський з'їзд молоді в Ледницько ландшафтному парку на березі озера Леднице. C цього часу зустрічі молоді організовуються щорічно і поступово придбали назву «Леднице 2000».
Заснував в Познані Музей Леднице і Будинок Іоанна Павла II в селі Поля-Ледницько.
Написав кілька десятків богословських творів.

## Нагороди
- Командорський хрест Ордена Відродження Польщі;
- Орден «Ecce Homo».